# Viererkoalition (Bayern)
Als Viererkoalition wird in der bayerischen Politikgeschichte die Regierungszeit unter dem sozialdemokratischen Ministerpräsidenten Wilhelm Hoegner bezeichnet. Vier Parteien, die SPD, die Bayernpartei, die FDP und der GB/BHE, stützten seine Regierung von 1954 bis 1957. 
Die Landtagswahl vom 28. November 1954 brachte der CSU starke Zugewinne und machte sie mit 38 Prozent zur eindeutig stärksten Partei, während der bisherige Regierungspartner SPD sein Ergebnis mit 28,1 Prozent halten konnte. Der SPD-Landesvorsitzende Waldemar von Knoeringen schmiedete in Gesprächen mit den kleineren Parteien unter dem Motto „Licht für Bayern“ eine Mehrheit gegen die CSU. Obwohl die Regierungsparteien sehr unterschiedliche politische Richtungen vertraten, gelang der Coup. Am 14. Dezember 1954 wurde das Kabinett Hoegner vereidigt.
Neben dem Vorwurf der „Machtarroganz“ gegen die CSU einte die Koalitionäre die Unzufriedenheit über die Bildungspolitik im Freistaat. Die Lehrerausbildung sollte dem bisherigen Einfluss der Kirchen entzogen werden, was die CSU – bedingt durch interne Gegensätze – jahrelang eisern ablehnte.
Ihr angestrebtes Ziel sollte die Regierung Hoegner am Ende verfehlen. Dafür beeindruckte sie mit anderen Leistungen während der Dauer der Viererkoalition:
- der staatlichen Förderung der wissenschaftlichen Ausbildung („Rucker-Plan“),
- der Schaffung des Max-Planck-Instituts für Kernphysik
- dem Zurückholen von Stadt und Landkreis Lindau in den Freistaat (1. September 1955) und
- der Reform landesrechtlicher Vorschriften, die teilweise bis 1802 zurückreichten.

Von der CSU wurde die Viererkoalition scharf kritisiert. Der Bundeswirtschaftsminister Ludwig Erhard, politisch beheimatet in Fürth, wetterte damals über eine „volksfremde Staatsstreichregierung“ und „widernatürliche Unzucht“.
Nach wenigen Monaten gerieten Kabinettsmitglieder der Bayernpartei in der ominösen Spielbankenaffäre in ein schiefes Licht. Am 21. April 1955 hatte der bayerische Landtag die Konzessionsvergabe an Privatleute zum Betrieb von Spielbanken gebilligt. Innenminister August Geislhöringer (Bayernpartei) ging wohlgemut ans Werk. Bei Umsetzung der Lizenzvergaben soll Geld geflossen sein, entsprechende Belege erwiesen sich jedoch im Ermittlungsverfahren einige Jahre später als gefälscht. Nach einem Artikel in der Boulevardpresse sollten Bestechungsvorwürfe im Zusammenhang mit der Konzession für die Bad Kissinger Spielbank erhellt werden. Als Vorsitzender des Ermittlungsausschusses zur Aufklärung der Vorgänge um hohe Regierungsmitglieder der Viererkoalition (neben dem Innenminister auch der stellvertretende Ministerpräsident Joseph Baumgartner) fungierte Alois Hundhammer (CSU). Der Untersuchungsausschuss wurde nicht fündig. Die Staatsregierung betonte die Erkenntnis, der politisch verantwortliche Minister habe sich nichts zuschulden kommen lassen und stellte erfolgreich Strafanträge gegen Verleumder. Der Skandal um die bayerischen Spielbanken (wegen der Lizenzvergabe lastete auf der Bayernpartei der Ruch der Bestechlichkeit) brachte die Koalition in moralischen Verruf. 
Der CSU gelang es in der Folgezeit, den GB/BHE aus der Viererkoalition herauszulösen. GB/BHE-Fraktionsvorsitzender Walter Becher einigte sich mit dem CSU-Vorsitzenden Hanns Seidel auf eine Koalition und verkündete am 8. Oktober 1957 den Koalitionsaustritt des GB/BHE und den Rücktritt ihres Ministers. Noch am Abend desselben Tages trat Ministerpräsident Hoegner zurück, acht Tage später wurde Hanns Seidel (CSU) sein Nachfolger an der Spitze einer Koalitionsregierung von CSU, FDP und GB/BHE. SPD und Bayernpartei gingen in die Opposition. Unter veränderten politischen Vorzeichen wurden die ehedem vergebenen Konzessionen nun wieder zum Thema.